# Lihtenštajn
Lihtenštajn (njem. Liechtenstein), službeno Kneževina Lihtenštajn (njem. Fürstentum Liechtenstein), malena je neobalna država u srednjoj Europi. Graniči sa Švicarskom na zapadu i Austrijom na istoku. Reljef je planinski, što je pogodovalo razvoju planinskog (skijaškog) turizma. Poznata je i kao porezni raj. Glavni grad je Vaduz. Unatoč svojoj maloj površini, Lihtenštajn nije jako urbaniziran (kao što je to npr. Kneževina Monako). Službeni jezik u Lihtenštajnu je njemački.

## Povijest
Prostor današnjeg teritorija Lihtenštajna nekoć je pripadao rimskoj provinciji Raetia. Ovaj prostor je stoljećima izlazio iz europskih strateških interesa i u prošlosti je imao jako mali utjecaj na razvoj povijesti.
Dinastija Liechtenstein po kojoj je kneževina dobila svoje ime dolazi iz dalekog Dvorca Lihtenštajn u Donjoj Austriji (Niederösterreich) koji je bio u posjedu Dinastije Liechtenstein od 1140. godine do 13. stoljeća kada su izgubili vlasništvo nad njime. Od 1807. pa sve do danas dvorac je ponovno u njihovom vlasništvu. Dinastija Liechtenstein je tijekom povijesti dobila mnoge posjede u Moravskoj, Šleskoj, Donjoj Austriji i Štajerskoj. No, većina ovih je bila pod feudalnom vlašću ostalih plemićkih obitelji "viših" titula, a pogotovo pod vlašću raznih obiteljskih grana obitelji Habsburg. Zbog toga što nije imala niti jedan posjed koji je držala izravno pod svojom vlašću dinastija Liechtenstein nije imala svoje mjesto u Kraljevskom parlamentu Svetog Rimskog Carstva (Reichstag).
Obitelj Liechtenstein je željela svoj posjed na kojem bi imala izravnu vlast uz Cara Svetog rimskog Carstva na čijem bi se teritoriju nalazio taj posjed. Nakon nekog vremena je obitelj Liechtenstein kupila gospodstvo Schellenberg (1699.) i grofoviju Vaduz 1712. Ti posjedi su bili jedino pod vlašću vladajućih grofova i pod vlašću Svetog Rimskog Carstva. Dne 23. siječnja 1719. je njemačko-rimski car Karlo VI. proglasio Kneževinu (Fürstentum) Lihtenštajn. Dao joj je ime u čast Antona Florijana od Lihtenštajna. Tog dana je Lihtenštajn također postao zemlja - članica Svetog Rimskog Carstva.
Godine 1806. je Napoleon I. napao Sveto Rimsko Carstvo. U Svetom Rimskom Carstvu su se srušili svi politički i upravni sustavi. Njemačko-rimski car Franjo II. je abdicirao i raspustio Sveto Rimsko Carstvo. Iz tog razloga Lihtenštajn nije imao više nikakvih obaveza prema vladarima izvan svojih granica. Od 25. srpnja 1806., kad je osnovana Rajnska konfederacija (čiji je član bio princ od Lihtenštajna) zemlja je bila pod neizravnom zaštitom, odnosno vladavinom Napoleona I., što je trajalo sve do 19. listopada 1813. kad je raspuštena Rajnska konfederacija.
Godine 1818. Ivan I. Josip donosi Ustav, ali on je imao ograničeno djelovanje. Na Bečkom kongresu je stvorena Njemačka konfederacija, čijim je članom postao Lihtenštajn. Lihtenštajn je jedna od malobrojnih svjetskih zemalja koja je neutralna te je imala vrlo mirnu povijest.

## Politika
Lihtenštajn je višestranačka parlamentarna demokratska monarhija.
Trenutačni lihtenštajnski ustav je usvojen još 1921. godine. Po usvajanju tog ustava, Lihtenštajn je postao ustavna monarhija s parlamentarnim sustavom, iako je vladajući princ iz obitelji Liechtenstein ipak zadržao najveću moć i vlast.
Vladajući princ je na čelu države i predstavlja zemlju na međunarodnom planu (iako je Švicarska najvećim dijelom preuzela odgovornost o vanjskim poslovima i vojnoj obrani Lihtenštajna). Princ može uložiti veto na zakone koje je izglasao parlament. Princ može proglasiti referendum, predlagati zakone te raspustiti parlament. U slučaju potrebe za raspuštanjem parlamenta, građane se poziva na referendum.

## Administrativna podjela
Lihtenštajn je podjeljen na 11 općina (Gemeinden). Jedna općina u Lihtenštajnu obuhvaća samo jedno mjesto. Pet od 11 općina nalazi se u dolini Rajne (njem. Unterland), a ostale u višim predjelima (njem. Oberland).

## Zemljopis
Lihtenštajn se nalazi u dolini rijeke Rajne, u Alpama. Cijela zapadna granica Lihtenštajna je određena rijekom Rajnom. Mjerena od sjevera prema jugu, ova zemlja je duga samo 24 kilometra. Istočni dio se uzdiže u više predjele, gdje se nalazi najviši vrh Lihtenštajna - Vorder Grauspitz (2599 metara). Unatoč alpskom okruženju klima Lihtenštajna je umjereno blaga planinska. Zimi su planinske padine izvrsno mjesto za zimske sportove.
Ukupna površina Lihtenštajna iznosi 160,475 kilometara kvadratnih, a ukupna duljina svih granica 77,9 kilometara. Nova istraživanja su pokazala kako su u prijašnjim istraživanjima statističari pogriješili zbog nepristupačnog reljefa. Lihtenštajn je iz tog razloga tek 2006. u novim, modernim istraživanjima saznao da su njegove granice zapravo 1,9 kilometara dulje. Najniža točka kneževine je Bangserfeld (429 m) pokraj Ruggella.
Lihtenštajn je (uz Uzbekistan) jedna od dvije zemlje u svijetu čije susjedne zemlje nemaju izlaz na otvoreno more. Jedina je zemlja s dominantnim govornicima njemačkog jezika, a da nema granice s Njemačkom.
Lihtenštajn je šesta najmanja neovisna država u svijetu. Veća je samo od: Vatikana, Monaka, Naurua, Tuvalua i San Marina.

## Gospodarstvo
Unatoč svom malom teritoriju i ograničenim prirodnim resursima, Lihtenštajn je danas jedna od tek nekoliko zemalja u svijetu koje imaju veći broj registriranih poduzeća od broja stanovnika. Lihtenštajn danas ima prosperitetnu, jaku, visoko - industrijaliziranu ekonomiju. To je postignuto izuzetno malom poreznom stopom (najveća stopa je 18%) i lakim, ne kompliciranim pravilima udruživanja. Lihtenštajn uvozi više od 90% energetskih potreba. Kneževina je u carinskoj i monetarnoj uniji sa Švicarskom, pa je švicarski franak službena valuta u kneževini. Kneževina Lihtenštajn je članica EFTA-e (Europskog udruženja za slobodnu trgovinu).

## Stanovništvo
Prosječna očekivana životna dob u Lihtenštajnu je 79,68 godina (76,1 godina za muškarce i 83,28 godina za žene). Smrtnost novorođenčadi je u prosjeku 4,64 na 1000 novorođenih. Svi stanovnici stariji od 10 godina znaju čitati i pisati.

### Religija
Prema lihtenštajnskom ustavu katoličanstvo je službena državna religija. Lihtenštajn nudi zaštitu pripadnicima svih religijskih skupina, i smatra "religijska opredjeljenja stanovništva" prioritetom vlade. U lihtenštajnskim školama, iako postoje i izuzeci, religijsko obrazovanje o katolicizmu ili protestantizmu je zakonska obveza. Prema Pew Research Centru, socijalni sukobi prouzročeni religijskim netrpleljivostima su na niskoj razini u Lihtenštajnu.
Prema popisu iz 2010., 85.8% stanovništva se izjasnilo kao kršćani, od kojih je 75.9% pripadnika Katoličke Crkve, organiziranih u Nadbiskupiji Vaduz; dok je 9.6% protestanata, uglavnom pripadnika Evangelističke Crkve Lihtenštajna i Evangelističko-Luteranske Crkve. Pravoslavni vjernici se okupljaju oko Pravoslavne Crkve. Najveća religijska manjina je islam (5.4% od ukupnog stanovništva).
| Religija              | 2010. | 2000. | 1990. |
| --------------------- | ----- | ----- | ----- |
| Katolici              | 75.9% | 78.4% | 84.9% |
| Protestanti           | 8.5%  | 8.3%  | 9.2%  |
| Pravoslavni           | 1.1%  | 1.1%  | 0.7%  |
| Druge kršćanske crkve | 0.3%  | 0.1%  | 0.2%  |
| Muslimani             | 5.4%  | 4.8%  | 2.4%  |
| Druge religije        | 0.8%  | 0.3%  | 0.2%  |
| Ateisti               | 5.4%  | 2.8%  | 1.5%  |
| Nedeklarirani         | 2.6%  | 4.1%  | 0.9%  |

## Vanjske poveznice
- Službene stranice Lihtenštajna (njem)
- Službene stranice Kneževe kuće  Arhivirana inačica izvorne stranice od 3. travnja 2019. (Wayback Machine) (njemački jezik)

### Ostali projekti
|  | Zajednički poslužitelj ima stranicu o temi Lihtenštajn    |
|  | Zajednički poslužitelj ima još gradiva o temi Lihtenštajn |
|  | Zajednički poslužitelj sadrži atlas Lihtenštajna          |